# Joachim Knop
Joachim Knop (født 1. december 1971) er en dansk operasanger og skuespiller.
Joachim Knop er uddannet ved Operaakademiet ved Det Kongelige Teater 2000. Han har bl.a. kunnet opleves i rollen som Hans Tofte i musicalen Baronessen fra Benzintanken på Borreby Herreborg i 2007.

## Filmografi

### Film
- Drengene fra Sankt Petri (1991)
- Det forsømte forår (film) (1993)
- Vildbassen (1994)
- Min fynske barndom (1994)
- Kun en pige (1995)
- Mørkeleg (1996)
- Davids bog (1996)
- Sunes familie (1997)
- Den blå munk (1998)
- Kærlighed ved første hik (1999)
- Juliane (2000)
- Anja og Viktor - Kærlighed ved første hik 2 (2001)
- Min søsters børn (2001)
- Min søsters børn i sneen (2002)
- Askepop - the movie (2003)
- Anja efter Viktor (2003)
- Anja og Viktor 4 - Brændende kærlighed (2007)
- Anja og Viktor 5 - I Medgang & Modgang (2008)
- Himmerland (2008)
- Fiffe (2008)
- Gudsforladt (2014)

### Tv-serier
- Karrusel (1998)
- Rejseholdet (2000-2004)
- Hotellet (2000-2002)
- Krøniken (2004-2007)
- Maj & Charlie (2008)
- Deroute (2008)
- Carmen Curlers (2022)

## Eksterne links
- Joachim Knop på Internet Movie Database (engelsk)
- Joachim Knop på Filmdatabasen
- Joachim Knop på danskefilm.dk
- Joachim Knop på danskfilmogtv.dk
- Joachim Knop på Scope
- Joachim Knop på Svensk Filmdatabas (svensk)
- Joachim Knop på AlloCiné (fransk)
- Joachim Knop på The Movie Database (engelsk)